# Bradwell (Essex)
Bradwell – wieś w Anglii, w hrabstwie Essex, w dystrykcie Braintree. Leży 19 km na północny wschód od miasta Chelmsford i 67 km na północny wschód od Londynu.